# Домінтень
Домінтень (рум. Dominteni) — село у Дрокійському районі Молдови. Утворює окрему комуну.

## Населення
За даними перепису населення 2004 року у селі проживали 1402 особи.
Національний склад населення села:
| Національність       | Кількість осіб | Відсоток   |
| -------------------- | -------------- | ---------- |
| молдавани румуни     | 1375 1         | 98,1% 0,1% |
| українці             | 12             | 0,9%       |
| росіяни              | 7              | 0,5%       |
| цигани               | 5              | 0,4%       |
| інша / без відповіді | 2              | 0,1%       |
| Всього               | 1402           | 100%       |